# 赤猫斎全暇
赤猫斎 全暇（せきみょうさい ぜんか、生没年不詳）とは、江戸時代の京都の浮世絵師。

## 来歴
師系不詳。京都の人。姓は正田、通称は五郎四郎。皇都山人と号す。その画法は尾形光琳風を主とした。また戯画をよく描き、鳥羽絵の中興の祖ともいわれる。宝永（1704年 - 1711年）から享保（1716年 - 1736年）の頃に活躍している。